# 沈相宇
沈 相宇（シム・サンウ、朝鮮語: 심상우、1938年5月7日 - 1983年10月9日）は、韓国の実業家、政治家。第11代国会議員。
本貫は青松沈氏。お笑い芸人のシム・ヒョンソプは息子。

## 経歴
光州第一高等学校、モンタナ州立大学卒。全南大学校経営大学院講師、湖南電気社長、全南毎日新聞社長、光州日報会長、国際新聞編集者協会（IPI）会員、韓国新聞発行人協会監事、光州日曜画家会長を務めた。
1981年の第11代総選挙では民主正義党の公認で光州市東区・北区選挙区から出馬し当選した。他にはアジア・太平洋国会議員連合（APPU）監事、国会文教公報委員会幹事、民正党総裁秘書室長、党中央執行委常任委員を歴任した。
1983年10月のミャンマー訪問中にラングーン事件に巻き込まれて死去。